# Григорово (Кічмензьке сільське поселення)
Григо́рово (рос. Григорово) — присілок у складі Кічменгсько-Городецького району Вологодської області, Росія. Входить до складу Кічмензького сільського поселення.

## Населення
Населення — 59 осіб (2010; 93 у 2002).
Національний склад (станом на 2002 рік):
- росіяни — 100 %